# Fred Ebb
Fred Ebb (New York, 8 avril 1928- New York, 11 septembre 2004) est un chanteur et parolier de comédie musicale américain. 

## Biographie
Fred Ebb a travaillé à plusieurs reprises avec le compositeur John Kander. 
Il a participé à la réalisation de la comédie musicale Chicago et écrivit les paroles des chansons.